# Syrepumpehæmmer
Syrepumpehæmmere er en gruppe lægemidler der langvarigt hæmmer mavens sekretion af syre. Syrepumpehæmmere er egentlig ikke det rigtige navn, idet det ikke er syrepumper, der hæmmes, men derimod protonpumper, der hæmmes, og de forkortes ofte PPI, efter den engelske titel proton pump inhibitors.

## Anvendelse
Syrepumpehæmmere anvendes primært til følgende indikationer:
- Dyspepsi
- Mavesår
- Gastro-øsofageal reflukssygdom
- Zollinger-Ellisons syndrom

## Syrepumpehæmmere på det danske marked
På det danske marked findes i øjeblikket fem syrepumpehæmmere:

- Esomeprazol med handelsnavn Esopral, Nexiam, Nexium og Inexium
- Lansoprazol
- Omeprazol med handelsnavn Losec og Omelix
- Pantoprazol med handelsnavn Pantoloc
- Rabeprazol med handelsnavn Pariet